# راسل ویس
راسل ویس (انگلیسی: Russell Vis; ۲۲ ژوئن ۱۹۰۰ – ۱ آوریل ۱۹۹۰) کشتی‌گیر اهل ایالات متحده آمریکا بود.